# Monica Ward
Monica Ward (Roma, 5 agosto 1965) è una doppiatrice, direttrice del doppiaggio e attrice italiana.

## Biografia
È figlia dell'attore Aleardo Ward e dell'attrice di cabaret Maria Teresa Di Carlo (nota dopo il primo matrimonio come Maresa Ward), sorella minore dei doppiatori Luca e Andrea, sorellastra di Metello Mori e madre di Alessandro e Federico Campaiola. È nota soprattutto per aver prestato la voce a Lisa Simpson ne I Simpson, Juniper "June" Kim Lee di Juniper Lee, a quella di Lolly nella serie animata Le Superchicche, a Jaleel White nel ruolo di Steve Urkel nella serie Otto sotto un tetto, a Teri Hatcher nel ruolo di Lois Lane nella prima stagione di Lois & Clark - Le nuove avventure di Superman, a Lucie Muhr nel ruolo di Patrizia Gravenberg in La strada per la felicità e ad Ana Ortiz nel ruolo di Marisol Suarez in Devious Maids - Panni sporchi a Beverly Hills.
Per la Disney ha doppiato il personaggio di Cenerentola nella serie TV House of Mouse - Il Topoclub. Ha doppiato anche i film Cenerentola II - Quando i sogni diventano realtà e Cenerentola - Il gioco del destino (sequel dell'originale), e anche il personaggio di Vince LaSalle nella serie TV Ricreazione. Sempre in ambito di cartoni animati, è Ranma-donna nell'anime Ranma ½ (versione non censurata) e la protagonista Kyoko di Maison Ikkoku (nella prima tranche di episodi). Diana Lombar in Martin Mistère e Nova in Super Robot Monkey Team Hyperforce Go!. Zick ed Elena in Monster Allergy, Skunk in Skunk Fu!, Tommy in Tommy & Oscar, Steff in Freakazoid!, Nova in Winx Club, Matt Ishida in Digimon Adventure 02, il faraone Tutankhensetamun in Tutenstein, Heather in A tutto reality - L'isola, A tutto reality - Azione!, A tutto reality - Il tour, A tutto reality - La vendetta dell'isola e A tutto reality - All-Stars e Nadja in Nadja Applefield. Ha inoltre doppiato il personaggio Misa Hayase nella serie animata Macross e Wendy in MBC.
Prestò anche voce a Bulma in alcuni film di Dragon Ball e Dragon Ball Z, nell'edizioni curate da Dynamic Italia e Lucky Red. Tra le altre attrici doppiate Phoebe Cates in Gremlins 2 - La nuova stirpe, Lili Taylor in Mystic Pizza, Gwyneth Paltrow in Paradiso perduto, Björk in Dancer in the Dark e Zhang Ziyi in 2046 e a Boots e vari personaggi nelle serie Dora l'esploratrice con l'inclusione di Alicia della serie Vai Diego.
Nel 1976, ha preso parte ad una puntata di (di nuovo) Tante scuse, a fianco di Sandra Mondaini, Raimondo Vianello e Massimo Giuliani, e dieci anni dopo, nel 1986, partecipò come concorrente al quiz televisivo Zig Zag, sempre con Sandra e Raimondo. Il 28 marzo 2008 compare assieme al fratello Luca tra i partecipanti della trasmissione televisiva I raccomandati condotta da Carlo Conti e in onda su Rai 1. Nel 2008 partecipò ad una puntata della serie tv Carabinieri. Dal gennaio 2013 entrò nel cast secondario della soap opera CentoVetrine, nel ruolo di Daniela Clementi. Nello stesso anno prestò la sua voce a Marshall, Yumi e vari personaggi nella versione italiana della serie PAW Patrol - La squadra dei cuccioli e dà anche un personaggio al figlio Federico: il protagonista, Ryder. Interpreta, inoltre, il personaggio di Nunzia Leoni ne Nel segno dei Leoni, fotoromanzo a puntate pubblicato sulla rivista Grand Hotel. Il 7 dicembre 2015 esordisce nella soap opera Un posto al sole interpretando il personaggio di Simona Borrelli.
Attualmente insieme al fratello Luca si occupa di  “Ward Lab”, corsi di doppiaggio e recitazione.

## Doppiaggio

### Film
- Gwyneth Paltrow in Paradiso perduto, The Good Night
- Salma Hayek in Colpi da maestro
- Regina Hall in Giustizia privata
- Selma Blair in La rivincita delle bionde
- Perrey Reeves in La bambola assassina 3
- Zhang Ziyi in 2046
- Suzie Kennedy in Io & Marilyn
- Kirsten Dunst in L'amore negato
- Björk in Dancer in the Dark
- Sophie Monk in 301 - La leggenda di Maximus il fichissimo
- Lara Flynn Boyle ne I dannati di Hollywood
- Sherilyn Fenn in Ombre aliene
- Liu Yifei in Il regno proibito
- Blake Heron in Shiloh, un cucciolo per amico
- Edan Gross in La bambola assassina, La bambola assassina 3
- Jaime Pressly in Ticker - Esplosione finale
- Laverne Cox in Una donna promettente
- Jane March in L'amante
- Amira Casar in Pornocrazia
- Rose Rollins in Undisputed
- Brooke Shields in La trappola di diamanti
- Fiona Dourif in La maledizione di Chucky e Il culto di Chucky
- Pihla Viitala in Hansel & Gretel - Cacciatori di streghe
- Jocelyn Blue in Space Jam
- Andrew Whitehead in Tommy Tricker e il francobollo magico
- Robin Weigert in My One and Only
- Annabeth Gish in Le paludi della morte
- Rebecca Ferguson in Hercules - Il guerriero
- Marisol Padilla Sánchez in L.A. Confidential
- Carrie Preston in Transamerica
- Yuliya Vysotskaya in Lo schiaccianoci
- Suzanne Snyder in Killer Klowns from Outer Space

### Serie televisive
- Ana Ortiz in Una donna alla Casa Bianca, Devious Maids - Panni sporchi a Beverly Hills, Revenge, Le regole del delitto perfetto, Covert Affairs, Royal Pains, Love, Victor
- Maria Canals-Barrera in Camp Rock, Camp Rock 2: The Final Jam
- Poppy Montgomery in Senza traccia
- Allison Tolman in Fargo
- Candace Cameron in Make It or Break It - Giovani campionesse
- Kiele Sanchez in A casa con i tuoi
- Michelle Bonnard in Five Days
- Mary-Kate e Ashley Olsen in Nonna stiamo arrivando
- Bernadette Peters in Will & Grace
- Webster Long in Webster
- Jessi Combs in GT Customs
- Jaleel White in Otto sotto un tetto
- Allison Paige in The Flash
- Maxim Roy in Shadowhunters
- Rachael Taylor e Kevin Chacon in Jessica Jones
- Najwa Nimri in Vis a vis - Il prezzo del riscatto
- Adrienne Frantz in Beautiful
- Nelly Furtado in CSI: NY
- Rena Sofer in Quando si ama
- Lucie Muhr in La strada per la felicità
- Nina Alvarez in Incorreggibili
- Eva Longoria in Hot & Bothered
- Kristin Kreuk in Chuck
- Tonya Lee Williams ne Il supermercato più pazzo del mondo
- María Antonieta de las Nieves in Cecco della botte
- Yvette Nicole Brown in Chuck

### Film d'animazione
- Cenerentola in Il bianco Natale di Topolino - È festa in casa Disney, Cenerentola II - Quando i sogni diventano realtà, Cenerentola - Il gioco del destino e Ralph spacca Internet
- Angelica Pickels in Rugrats - Il film, I Rugrats a Parigi - Il film e I Rugrats nella giungla
- Lisa Simpson ne I Simpson - Il film, The good, The Bart And The Loki, I Simpson in Plusaversary e Welcome To The Club
- Vince LaSalle in Ricreazione - La scuola è finita, Ricreazione: Un nuovo inizio e Ricreazione: Stiamo crescendo
- Lolly in Le Superchicche - Il film
- Pinocchio e Arlecchino in Le avventure di Pinocchio
- Emily Irving in Piccolo grande eroe
- Bimba piccola e Bambino turista ne In viaggio con Pippo
- Nerdluck Pound in Space Jam
- Vedo in Nightmare Before Christmas
- Nakoma in Pocahontas e Pocahontas II - Viaggio nel nuovo mondo
- Attina ne La sirenetta - Quando tutto ebbe inizio
- Mari Illustrious Makinami in Evangelion: 2.0 You Can (Not) Advance, Evangelion: 3.0 You Can (Not) Redo, Evangelion: 3.0+1.0 Thrice Upon a Time
- Rina Takashimizu in Pretty Cure Max Heart 2 - Amici per sempre
- Giobella in L'arca di Noè
- Olly in Cuccioli - Il codice di Marco Polo e Cuccioli - Il paese del vento
- Kaori in Akira
- Marina in La Sirenetta - La più bella favola di Andersen (2° doppiaggio)
- Kaguya in Inuyasha the Movie - Il castello al di là dello specchio
- Anita in Lupin III - Un diamante per sempre
- Steffie in L'era glaciale 4 - Continenti alla deriva
- Sandra Babcock in ParaNorman
- Gabi in Rio 2 - Missione Amazzonia
- Bulma nei Film di Dragon Ball (1° doppiaggio) in Dragon Ball Z - La battaglia degli dei e Dragon Ball Z - La resurrezione di 'F'
- Lucy Tucci in Home - A casa
- Tina Nelson in Minions
- Epi in Robinson Crusoe
- Heather Muldoon in Nut Job 2 - Tutto molto divertente
- Regina Wello Ke-Wuoglio in The LEGO Movie 2 - Una nuova avventura
- Bigliettaia in Due amici e la roccia magica
- Marshall in PAW Patrol - Il film, PAW Patrol - Il super film
- Laura Carota e Annie in Jonah: un film dei Verdurini
- Brigid in Nel regno delle fate
- Trotí ne Gli Skatenini e le dune dorate
- Nanna ne Gli Smile and Go e il braciere bifuoco
- Arabella ne L'ispettore Ottozampe e il mistero dei misteri
- Gwen Stefani in Piece by Piece

### Serie animate
- Heather in A tutto reality - L'isola, A tutto reality - Azione!, A tutto reality - Il tour, A tutto reality - La vendetta dell'isola, A tutto reality - All-Stars
- Lolly in Le Superchicche e The Powerpuff Girls
- Cenerentola in House of Mouse - Il Topoclub e Sofia la principessa
- Angelica Pickles ne I Rugrats, I Rugrats da grandi
- Amalia in Teen Titans
- Olly in Cuccioli e Mini cuccioli
- Rina Takashimizu in Pretty Cure, Pretty Cure Max Heart
- Lisa Simpson (st. 1+),  Maggie Simpson (st. 1-26,28+), Bart Simpson (ep. 1x06) e La Gattara (st. 33+) ne I Simpson; Lisa Simpson ne I Griffin (ep. 6.2 e 13.1)
- Pansy, Snowdrop e Cookie in Miss Spider
- Boots, Alicia e Nonna in Dora l'esploratrice
- Genki e Holly in Monster Rancher
- Kaori Takigawa e Chibi in Mila e Shiro - Due cuori nella pallavolo
- Monica e Patacca ne La banda di Monica
- Vince LaSalle in Ricreazione
- Benjamin in Papà castoro
- Flo in Un cucciolo di nome Clifford
- Bulma in Dragon Ball (primo doppiaggio serie Oav)
- Mariko Shinobu in Caro fratello
- Blair in Soul Eater
- Nanvel Candlestick in Burn-Up Excess
- Ranma ragazza in Ranma ½
- Scimmietta rossa in Tinga Tinga Tales
- Alicia in Vai Diego
- Baby Lola Bunny (1ª voce) in Baby Looney Tunes
- Courtney in A tutto reality - Azione! (episodio 19, parte cantata)
- Personaggi vari in A tutto reality: le origini
- Caitlin Cooke in 6teen
- Steff in Freakazoid!
- Kyoko Otonashi in Maison Ikkoku - Cara dolce Kyoko
- Diana Lombard in Martin Mystère
- Kammamuri e Tai Yu in Sandokan - La tigre della Malesia
- Marianna in Sandokan - Le due tigri
- Nova in Super Robot Monkey Team Hyperforce Go!
- Tutenstein in Tutenstein
- Zick ed Elena in Monster Allergy
- Carabina in Ecco Pippo!
- Melissa Baker - Ghostforce
- Skunk in Skunk Fu!
- Tommy in Tommy & Oscar
- Jolly e Nova in Winx Club
- Matt Ishida in Digimon Adventure 02
- Il faraone Tutankhensetamun in Tutenstein
- Nadja Applefield in Nadja
- Misa Hayase in Fortezza superdimensionale Macross
- Mimi in Baby Felix & friends[1]
- Tiny ne Il treno dei dinosauri
- Fillmore Anderson in South Park[2] (doppiaggio SEFIT-CDC)
- Belldandy in Oh, mia dea!
- SuperJuliet in SamSam il cosmoeroe
- Capitan Marvel in Avengers Assemble, Marvel Super Hero Adventures
- Matilde in Slash
- Krystal Miller in 5 gemelli diversi
- Pidge in Voltron
- Miku Ogawa in Wingman
- Penelope in Ulisse. Il mio nome è Nessuno
- Domizia in Gladiatori - Il torneo delle sette meraviglie
- Nicky in Pepper Ann
- Juniper 'June' Kim Lee in Juniper Lee
- Computer in A tutto reality - L'isola di Pahkitew
- Marshall, Signora Yumi in PAW Patrol
- Zia Pig e Didier Asino in Peppa Pig
- Lulù in Lulù Brum Brum
- Sabrina Spellman in Sabrina vita da strega
- Pororo (1ª voce) in Pororo (st.1)
- Miss Vavoom, Tyke e Bernie in Tom & Jerry Kids (st. 2-4)
- Greta in Floopaloo
- Pit in Un videogioco per Kevin - Captain N
- Norrie in Hey Duggee
- Nae in Il mio matrimonio felice

### Videogiochi
- Scattina ne La carica dei 102: Cuccioli alla riscossa (2000)[3]
- Lisa Simpson ne I Simpson - Il videogioco (2007)[4]
- Cenerentola in Disneyland Adventures (2011)[5]
- Capitan Marvel in Disney Infinity 2.0 (2014)[6]
- Marshall e Yumi in PAW Patrol World (2023)[7]

## Filmografia
- 7 km da Gerusalemme (2007)
- CentoVetrine (2013)
- Un posto al sole (2015-2020)

## Riconoscimenti
- Leggio d'oro voce cartoon (2004) per il doppiaggio di Lisa Simpson ne I Simpson.[8]

## Sigle
Monica Ward ha anche cantato alcune sigle delle serie in cui ha doppiato personaggi, come la sigla di Ranma ½ (cantata assieme a Massimiliano Alto), la sigla di Baby Looney Tunes, la sigla di chiusura dell'anime Virtua Fighter e le parti cantate di Heather in A tutto reality - Il tour .